# Ślężański Park Krajobrazowy (spis fauny)
Oznaczenia w tekście:
– gatunek pod ochroną całkowitą,  – gatunek podgórski lub górski
Z uwagi na brak prac faunistycznych poniższy spis fauny nie jest pełny.

## stawonogiArthropoda

### pancerzowceMalacostraca

#### równonogiIsopoda
Philosciidae
- Lepidoniscus minutus

Trachelipodidae
- Trachelipus ratzeburgii

### owadyInsecta

#### skoczogonkiCollembola
Odontellidae
- Superodontella scabra

przyślepkowate Onychiuridae
- Supraphorura furcifera

Tullbergiidae
- Paratullbergia callipygos

Arrhopalitidae
- Arrhopolites spinosus

#### błonkówkiHymenoptera
grzebaczowate Sphecidae
- Prionyx subfuscatus

#### chrząszczeColeoptera
biegaczowate Carabidae
- biegacz zielonozłoty Carabus auronitens
- biegacz skórzasty Carabus coriaceus
- biegacz pomarszczony Carabus intricatus
- biegacz granulowany Carabus granulatus
- Carabus ulrichi
- biegacz ogrodowy Carabus hortensis
- biegacz Linneusza Carabus linnaei

kusakowate Staphylinidae
- Dasycerus sulcatus

stonkowate Chrysomelidae
- Oreina speciosissima
- Plateumaris consimilis
- skrzypionka błękitek Lema lichenis
- skrzypionka zbożowa Lema melanopus
- poskrzypka cebulowa Crioceris merdigera
- Labidostomis tridentata
- Gynadrophtalma cyanea
- zmróżka Cryptocephalus aureolus
- Cryptocephalus bilineatus
- Cryptocephalus labiatus
- Chrysolina rufa
- Chrysomela staphylea
- złotka Chrysomela varians
- Chrysomela geminata
- złotka jasnotowa Dlochrysa fastuosa
- Gastroidea polygoni
- Hydrothassa glabra
- wprzeczka zielona Plagiodera versicolora
- Melasoma aeneum
- rynnica topolowa Melasoma populi
- szaburga dziesięciokropka Phytodecta viminalis
- Phytodecta olivacea
- Phytodecta quinquepunctata
- jętrewka długoczułka Phyllodecta laticollis
- jętrewka wiklinówka Phyllodecta vitellinae
- Galerucella tenella
- Pyrrhalta viburni
- rdestnica wrotyczkówka Galeruca tanaceti
- Galeruca pomonae
- Galeruca dahli
- Lochmaea caprae
- Lochmaea suturalis
- hurmak olchowiec Agelastica alni
- Phyllotreta vittula
- pchełka smużkowata Phyllotreta nemorum
- pchełka falistosmuga Phyllotreta undulata
- Phyllotreta vittata
- Phyllotreta exlamationis
- pchełka czarna Phyllotreta atra
- Phyllotreta cruciferae
- pchełka czarnonoga Phyllotreta nigripes
- Aphthona pygmaea
- Apathona euphorbiae
- Longitarsus melanocephalus
- Longitarsus kutscherai
- Longitarsus pratensis
- Longitarsus atricillus
- Longitarsus nasturtii
- Longitarsus apicalis
- Longitarsus luridus
- Longitarsus parvulus
- Haltica oleracea
- Haltica pusilla
- Crepidodera ferruginea
- Crepidodera nigritula
- Hippuriphila modeeri
- Chalcoides aurea
- Chalcoides fulvicornis
- Chalcoides aurata
- pchełka burakowa Chaetocnema concinna
- Chaetocnema heikertingeri
- Chaetocnema aridula
- Chaetocnema arida
- Chaetocnema hortensis
- Dibolia foersteri
- Dibolia occultans
- Hispella atra
- Cassida hemiphaerica
- Cassida flaveola
- tarczyk łopianowy Cassida vibex
- Cassida ferruginea
- tarczyk kostowy Cassida rubiginosa
- Cassida rufovirens
- Cassida prasina
- Cassida nobilis
- Cassida vittata

ryjkowcowate Curculionidae
- Ceutorhynchus tibialis
- rozpucz stepowy Liparus coronatus
- Otiorhynchus subdentatus
- Simo hirticornis

#### motyleLepidoptera
paziowate Papilionidae
- paź królowej Papilio machaon

bielinkowate Pieridae
- niestrzęp głogowiec Aporia crataegi
- bielinek kapustnik Pieris brassicae
- bielinek bytomkowiec Pieris napi
- bielinek rzepnik Pieris rapae
- zorzynek rzeżuchowiec Anthocharis cardamines
- latolistek cytrynek Gonepteryx rhamni
- szlaczkoń siarecznik Colias hyale
- szlaczkoń sylwetnik Colias croceus
- wietek gorycznik Leptidea sinapis

perłowce Nymphalidae
- polowiec szachownica Melanargia galathea
- górówka meduza Erebia medusa
- skalnik semele Hipparchia semele
- przestojnik trawnik Aphantopus hyperantus
- osadnik egeria Pararge aegeria
- przestrojnik jurtina Maniola jurtina
- przestrojnik likaon Hyponephele lycaon
- przestrojnik titonus Pyronia tithonus
- strzępotek glicerion Coenonympha glycerion
- strzępotek perełkowiec Coenonympha arcania
- strzępotek ruczajnik Coenonympha pamphilus
- osadnik megera Lasiommata megera
- osadnik kostrzewiec Lasiommata maera
- mieniak tęczowiec Apatura iris
- mieniak strużnik Apatura ilia
- pokłonnik osinowiec Limenitis populi
- rusałka admirał Vanessa atalanta
- rusałka osetnik Vanessa cardui
- rusałka pokrzywnik Aglais urticae
- rusałka pawik Inachis io
- rusałka wierzbowiec Nymphalis polychloros
- rusałka żałobnik Nymphalis antiopa
- rusałka ceik Polygonia c-album
- rusałka kratkowiec Araschnia levana
- przeplatka aurinia Euphydryas aurinia
- przeplatka atalia Melitaea athalia
- przeplatka cinksia Melitaea cinxia
- dostojka aglaja Argynnis aglaja
- dostojka adype Argynnis adippe
- dostojka malinowiec Argynnis paphia
- dostojka selene Boloria selene
- dostojka eufrozyna Boloria euphrosyne
- dostojka dia Boloria dia
- dostojka latonia Issoria lathonia

modraszkowate Lycaenidae
- ogończyk wiązowiec Satyrium w-album
- zieleńczyk ostrężyniec Callophrys rubi
- czerwończyk dukacik Lycaena virgaureae
- czerwończyk uroczek Lycaena tityrus
- czerwończyk żarek Lycaena phlaeas
- czerwończyk płomieniec Lycaena hippothoe
- modraszek argiades Cupido argiades
- modraszek wieszczek Celastrina argiolus
- modraszek aleksis Glaucopsyche alexis
- modraszek telejus Glaucopsyche teleius
- modraszek alkon Glaucopsyche alcon
- modraszek nausitous Glaucopsyche nausithous
- modraszek idas Plebeius idas
- modraszek srebroplamek Plebeius argyrognomon
- modraszek argus Plebeius argus
- modraszek agestis Plebeius agestis
- modraszek eumedon Plebeius eumedon
- modraszek ikar Polyommatus icarus
- modraszek lazurek Polyommatus thersites

powszelatkowate Hesperiidae
- powszelatek brunatek Erynnis tages
- powszelatek malwowiec Pyrgus malvae
- karłątek palemon Carterocephalus palaemon
- karłątek ryska Thymelicus lineola
- karłątek leśny Thymelicus sylvestris
- karłątek akteon Thymelicus acteon
- karłątek kniejnik Ochlodes sylvanus

#### ważkiOdonata
żagnicowate Aeshnidae
- żagnica sina Aeshna cyanea

ważkowate Libellulidae
- ważka płaskobrzucha Libellula depressa
- ważka czteroplama Libellula quadrimaculata

### pajęczakiArachnida

#### pająkiAraneae
omatnikowate Theridiidae
- Achaearanea lunata
- Achaearanea tepidariorum
- Anelosimus vittatus
- Crustulina guttata
- Dipoena melanogaster
- Dipoena torva
- zawijak żółtawy Enoplognatha ovata
- Enoplognatha thoracica
- Episinus angulatus
- Episinus truncatus
- Keijia tincta
- Lasaeola tristis
- Neottiura bimaculata
- Pholcomma gibbum
- Robertus arundineti
- Robertus lividus
- Robertus scoticus
- zyzuś tłuścioch Steatoda bipunctata
- Steatoda castanea
- Steatoda phalerata
- omatnik kulisty Theridion impressum
- Theridion melanurum
- Theridion pinastri
- omatnik łąkowy Theridion sisyphium
- Theridion varians

tkańcowate Nesticidae
- tkaniec Nesticus cellulanus

Mysmenidae
- Trogloneta granulum

osnuwikowate Linyphiidae
- Bolyphantes alticeps
- Centromerita bicolor
- Centromerus jacksoni
- Centromerus pabulator
- Centromerus sylvaticus
- Cnephalocotes obscurus
- Diplostyla concolor
- nasnuwnik Drapetisca socialis
- Floronia bucculenta
- Improphantes kochi
- Incestophantes crucifer
- Labulla thoracica
- Lepthyphantes leprosus
- Lepthyphantes minutus
- Lepthyphantes nodifer
- osnuwik zaroślowy Linyphia hortensis
- osnuwik pospolity Linyphia triangularis
- Macrargus rufus
- Macrargus strandi
- Mansuphantes mansuetus
- Megalepthyphantes nebulosus
- Meioneta mollis
- Meioneta rurestris
- Microlinyphia pusilla
- Microneta viaria
- Mughiphantes mughi
- Neriene clathrata
- Neriene emphana
- Neriene montana
- Neriene peltata
- Palliduphantes pallidus
- Pityohyphantes phrygianus
- Poeciloneta globosa
- Porrhomma convexum
- Porrhomma pygmaeum
- Prolinyphia marginata
- Stemonyphantes lineatus
- kobiernik Tapinopa longidens
- Tenuiphantes alacris
- Tenuiphantes cristatus
- Tenuiphantes flavipes
- Tenuiphantes mengei
- Tenuiphantes tenebricola
- Tenuiphantes tenuis

krzyżakowate Araneidae
- Araneus alpicus
- krzyżak rogaty Araneus angulatus
- Araneus bituberculatus
- Araneus ceropegius
- krzyżak ogrodowy Araneus diadematus
- krzyżak dwubarwny Araneus marmoreus
- Araneus ocellatus
- Araneus omoedus
- krzyżak łąkowy Araneus quadratus
- Araneus sturmi
- Araneus umbraticus
- krzyżak zielony Araniella cucurbitina
- tygrzyk paskowany Argiope bruennichi
- Cercidia prominens
- kołosz stożkowaty Cyclosa conica
- Cyclosa oculata
- Hypsosinga albovittata
- Hypsosinga sanguinea
- Larinioides cornutus
- Larinioides sericatus
- mangora Mangora acalypha
- Singa hamata
- Zilla diodia
- Zygiella montana
- liścianek sektornik Zygiella x-notata

kwadratnikowate Tetragnathidae
- Meta menardi
- Metellina merianae
- Metellina segmentata
- Pachygnatha clercki
- Pachygnatha degeeri
- Pachygnatha listeri
- kwadratnik trzcinowy Tetragnatha extensa
- kwadratnik długonogi Tetragnatha montana
- Tetragnatha nigrita
- Tetragnatha obtusa
- Tetragnatha pinicola

naśladownikowate Mimetidae
- guzoń pajęczarz Ero furcata

#### kosarzeOpiliones
Ischyropsalididae
- Ischyropsalis hellwigi

Nemastomatidae
- Paranemastoma quadripunctatum

Trogulidae
- Trogulus tricarinatus

### dwuparceDiplopoda

#### skuliceGlomerida
skulicowate Glomeridae
- skulica obrzeżona Glomeris guttata

## mięczakiMollusca

### ślimakiGastropoda

#### Architaenioglossa
igliczkowate Aciculidae
- igliczek lśniący Platyla polita

#### płucodysznePulmonata
białkowate Carychiidae
- białek malutki Carychium minimum

błotniarkowate Lymnaeidae
- błotniarka moczarowa Galba truncatula
- błotniarka jajowata Radix peregra

zatoczkowate Planorbidae
- zatoczek białawy Gyraulus albus
- zatoczek skręcony Bathyomphalus contortus
- zatoczek moczarowy Anisus spirorbis
- zatoczek lśniący Segmentina nitida
- przytulik strumieniowy Ancylus fluviatilis

bursztynkowate Succineidae
- bursztynka pospolita Succinea putris
- Oxyloma elegans

błyszczotkowate Cochlicopidae
- błyszczotka połyskliwa Cochlicopa lubrica

poczwarówkowate Vertiginidae
- poczwarówka bezzębna Columella edentula
- poczwarówka malutka Truncatellina cylindrica
- poczwarówka drobna Vertigo pusilla
- poczwarówka alpejska Vertigo alpestris
- poczwarówka karliczka Vertigo pygmaea

poczwarówki beczułkowate Pupillidae
- poczwarówka pospolita Pupilla muscorum

ślimaczkowate Valloniidae
- ślimaczek żeberkowany Vallonia costata
- ślimaczek gładki Vallonia pulchella
- jeżynka kolczasta Acanthinula aculeata

wałówkowate Enidae
- wałkówka górska Ena montana

świdrzykowate Clausiliidae
- świdrzyk stępiony Ruthenica filograna
- świdrzyk leśny Macrogastra plicatula
- świdrzyk pospolity Clausilia dubia
- świdrzyk dwuzębny Clausilia bidentata
- świdrzyk maczugowaty Clausilia pumila
- świdrzyk fałdzisty Laciniaria plicata
- świdrzyk lśniący Cochlodina laminata
- świdrzyk śląski Cochlodina commutata
- świdrzyk dwufałdkowy Balea biplicata
- świdrzyk łamliwy Balea perversa

Punctidae
- krążałek malutki Punctum pygmaeum

Patulidae
- krążałek obły Discus ruderatus
- krążałek plamisty Discus rotundatus
- krążałek ostrokrawędzisty Discus perspectivus

Pristilomatidae
- szklarka ścieśniona Vitrea contracta

szklarkowate Oxychilidae
- szklarka zwodnicza Aegopinella nitidula
- szklarka lśniąca Aegopinella nitens
- szklarka blada Aegopinella pura
- szklarka żeberkowana Nesovitrea hammonis
- szklarka zielonawa Nesovitrea petronella
- szklarka błyszcząca Oxychilus cellarius
- szklarka gładka Oxychilus glaber
- szklarka płaska Oxychilus depressus

Gastrodontidae
- szklarka obłystek Zonitoides nitidus

przeźrotkowate  Vitrinidae
- przeźrotka szklista Vitrina pellucida
- przeźrotka wydłużona Semilimax semilimax

ślinikowate Arionidae
- ślinik rdzawy Arion subfuscus
- ślinik szary Arion circumscriptus
- ślinik ogrodowy Arion hortensis
- ślinik wielki Arion rufus

pomrowikowate Agriolimacidae
- pomrowik mały Deroceras laeve
- pomrowik polny Deroceras agreste
- pomrowik plamisty Deroceras reticulatum

pomrowcowate Limacidae
- pomrów wielki Limax maximus
- pomrów czarniawy Limax cinereoniger
- pomrów cytrynowy Limax tenellus
- pomrów nadrzewny Lehmannia marginata

stożeczkowate Euconulidae
- Euconulus trochiformis

zaroślarkowate Bradybaenidae
- zaroślarka pospolita Fruticicola fruticum

Hygromiidae
- Zenobiella incarnata
- ślimak karpacki Zenobiella vicina
- ślimak Lubomirskiego Trichia lubomirskii
- ślimak kosmaty Trichia hispida
- ślimak pagórkowaty Euomphalia strigella

Helicodontidae
- ślimak obrzeżony Helicodonta obvoluta

ślimakowate Helicidae
- ślimak ostrokrawędzisty Helicigona lapicida
- ślimak zaroślowy Arianta arbustorum
- ślimak maskowiec Isognomostoma isognomostomos
- ślimak aksamitny Isognomostoma holosericum
- wstężyk ogrodowy Cepaea hortensis
- ślimak winniczek Helix pomatia

### małżeBivalvia

#### Veneroidea
groszkówkowate Sphaeriidae
- gałeczka rogowa Sphaerium corneum
- Pisidium cinereum
- groszkówka kulista Pisidium obtusale
- groszkówka spłaszczona Pisidium personatum

## strunowceChordata

### promieniopłetweActinopterygii

#### karpiokształtneCypriniformes
karpiowate Cyprinidae
- karp Cyprinus carpio
- karaś pospolity Carassius carassius
- karaś srebrzysty Carassius auratus gibelio
- kiełb Gobio gobio
- płoć Rutilus rutilus
- wzdręga Scardinius erythrophthalmus
- strzebla potokowa Phoxinus phoxinus

przylgowate Balitoridae
- śliz Barbatula barbatula

#### łososiokształtneSalmoniformes
łososiowate Salmonidae
- pstrąg potokowy Salmo trutta m. fario

### płazyAmphibia

#### płazy ogoniasteCaudata
salamandrowate Salamandridae
- traszka zwyczajna  Lissotriton vulgaris
- traszka górska Mesotriton alpestris

- salamandra plamista Salamandra salamandra

- traszka grzebieniasta Triturus cristatus

#### płazy bezogonoweAnura
kumakowate Bombinatoridae
- kumak nizinny Bombina bombina

ropuchowate Bufonidae
- ropucha szara Bufo bufo

rzekotkowate Hylidae
- rzekotka drzewna Hyla arborea

żabowate Ranidae
- żaba wodna Rana esculenta
- żaba trawna Rana temporaria

### gadyReptilia

#### łuskoskóreSquamata
jaszczurkowate Lacertidae
- jaszczurka zwinka Lacerta agilis
- jaszczurka żyworodna Lacerta vivipara

padalcowate Anguidae
- padalec zwyczajny Anguis fragilis

wężowate Colubridae
- zaskroniec zwyczajny Natrix natrix

żmijowate Viperidae
- żmija zygzakowata Vipera berus

### ptakiAves

#### szponiasteFalconiformes
jastrzębiowate Accipitridae
- myszołów zwyczajny Buteo buteo
- kania ruda Milvus milvus

#### blaszkodziobeAnseriformes
kaczkowate Anatidae
- kaczka krzyżówka Anas platyrhynchos

#### grzebiąceGalliformes
kurowate Phasianidae
- bażant Phasianus colchicus

#### gołębioweColumbiformes
gołębiowate Columbidae
- sierpówka Streptopelia decaocto
- turkawka Streptopelia turtur

#### kukułkoweCuculiformes
kukułkowate Cuculidae
- kukułka Cuculus canorus

#### sowyStrigiformes
puszczykowate Strigidae
- puchacz Bubo bubo
- włochatka Aegolius funereus

#### dzięciołowePiciformes
dzięciołowate Picidae
- dzięcioł duży Dendrocopos major

#### wróblowePasseriformes
pliszkowate Motacillidae
- pliszka siwa Motacilla alba
- pliszka górska Motacilla cinerea

jaskółkowate Hirundinidae
- jaskółka dymówka Hirundo rustica

dzierzbowate Laniidae
- gąsiorek Lanius collurio

drozdowate Turdidae
- rudzik Erithecus rubecula
- kos Turdus merula

pokrzewkowate Sylviidae

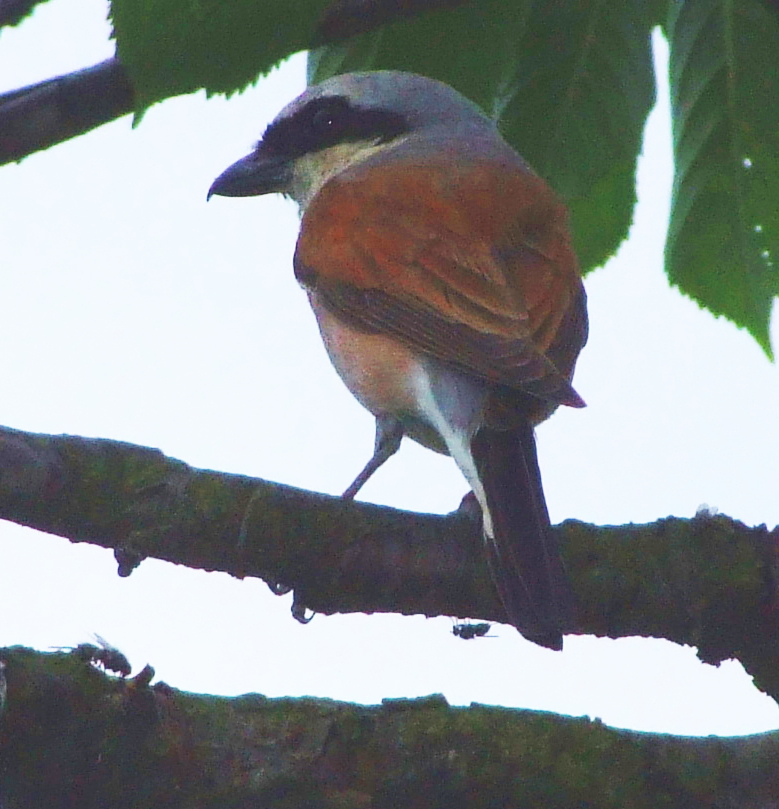
gąsiorek – Radunia

- świstunka leśna Phylloscopus sibilatrix

muchołówki Muscicapidae
- muchołówka białoszyja Ficedula albicollis

raniuszki Aegitholidae
- raniuszek Aegithalos caudatus

sikorowate Paridae
- sikora sosnówka Parus ater
- czubatka Parus cristatus
- sikora bogatka Parus major
- sikora czarnogłowa Parus montanus

pełzaczowate Certhiidae
- pełzacz leśny Certhia familiaris

trznadlowate Emberizidae
- trznadel Emberiza citrinella

łuszczaki Fringillidae
- zięba Fringilla coelebs
- krzyżodziób świerkowy Loxia curvirostra

krukowate Corvidae
- sójka Garrulus glandarius
- orzechówka Nucifraga caryocatactes

- kruk Corvus corax

### ssakiMammalia

#### owadożerneInsectivora
jeżowate Erinaceidae
- jeż europejski Erinaceus europaeus

ryjówkowate Soricidae
- rzęsorek rzeczek Neomys fodiens
- ryjówka górska Sorex alpinus

- ryjówka aksamitna Sorex araneus
- ryjówka malutka Sorex minutus

kretowate Talpidae
- kret Talpa europaea

#### nietoperzeChiroptera
mroczkowate Vespertilionidae
- mopek zachodni Barbastella barbastellus
- nocek Bechsteina Myotis bechsteini
- nocek duży Myotis myotis
- nocek wąsatek Myotis mystacinus
- nocek Natterera Myotis nattereri
- gacek brunatny Plecotus auritus
- karlik malutki Pipistrellus pipistrellus

#### drapieżneCarnivora
psowate Canidae
- lis Vulpes vulpes

łasicowate Mustelidae
- gronostaj Mustela erminea
- łasica Mustela nivalis
- tchórz Mustela putorius
- kuna leśna Martes martes
- kuna domowa Martes foina

#### parzystokopytneArtiodactyla
świniowate Suidae
- dzik Sus scrofa

jeleniowate Cervidae
- jeleń szlachetny Cervus elaphus
- sarna Capreolus capreolus

#### gryzonieRodentia
wiewiórkowate Sciuridae
- wiewiórka pospolita Sciurus vulgaris

popielicowate Gliridae
- orzesznica Muscardinus avellanarius
- popielica Glis glis